# Kostymapor
Kostymapor (Pygathrix) är ett släkte i familjen markattartade apor. De har fått sitt namn efter påfallande mönster på pälsen som liknar kläder.

## Utbredning
Dessa primater lever i Sydostasien i regnskogsområden av Laos, Vietnam och Kambodja.

## Utseende
Alla tre arter i släktet har en mörk gråaktig kropp på baksidan. Buken, underarmarna och svansen är däremot vitaktiga. Skillnader mellan arterna finns i armarnas och benens färg. Pygathrix nemaeus har rödaktiga underben, Pygathrix nigripes har svartaktiga underben och hos Pygathrix cinerea är underbenen främst ljusgrå. Påfallande är även hannarnas könsorgan, penisen är röd och scrotum är vit eller blå. Kroppens (huvud och bål) längd ligger mellan 56 och 76 centimeter, svansen är ungefär lika lång. Med en genomsnittlig vikt av 11 kg är hannar lite tyngre än honor (8 kg).

## Levnadssätt
Kostymapor är aktiva på dagen och lever i träd. De har bra förmåga att klättra och hoppa. Dessa djur lever i grupper som består av en eller flera hannar och dubbelt så många honor med deras ungar. Hannarna ledar gruppen och håller vakt. Upphittad föda delas mellan alla gruppmedlemmar. Nära människans samhällen har en flock bara 4 eller 5 medlemmar. I mera avlägsna områden uppgår antalet individer till 25 och i skyddsregioner kan en flock ha 50 medlemmar. Inom varje kön etableras en hierarki.

## Föda
Dessa djur livnär sig uteslutande av växtämnen. De äter huvudsakligen blad, men tar även frukt och blommor. Liksom idisslare har de en mage som består av flera kamrar. Kostymapor äter oftast unga blad och utvalda omogna frukter. Stora delar av födan faller till marken och blir näring åt marklevande djur.

## Fortplantning
Före parningen kommunicerar båda könen med ansiktsmimik. Efter dräktigheten som varar 170 till 190 dagar föder honan oftast en unge (sällan två). Först är bara modern ansvarig för ungen, men senare hjälper andra gruppmedlemmar till. Efter ungefär fem år är ungen könsmogen. Kostymapor i fångenskap blir upp till 20 år gamla, sällan något över 25 år.

## Hot
Insatsen av herbicider under Vietnamkriget decimerade alla tre arter betydligt. Idag består hotet huvudsakligen av skogsröjning och till mindre del av jakt. IUCN listar P. cinerea som akut hotad (CR) och de andra två som starkt hotad (EN).

## Arterna
Enligt Wilson & Reeder (2005) utgörs släktet av tre arter.

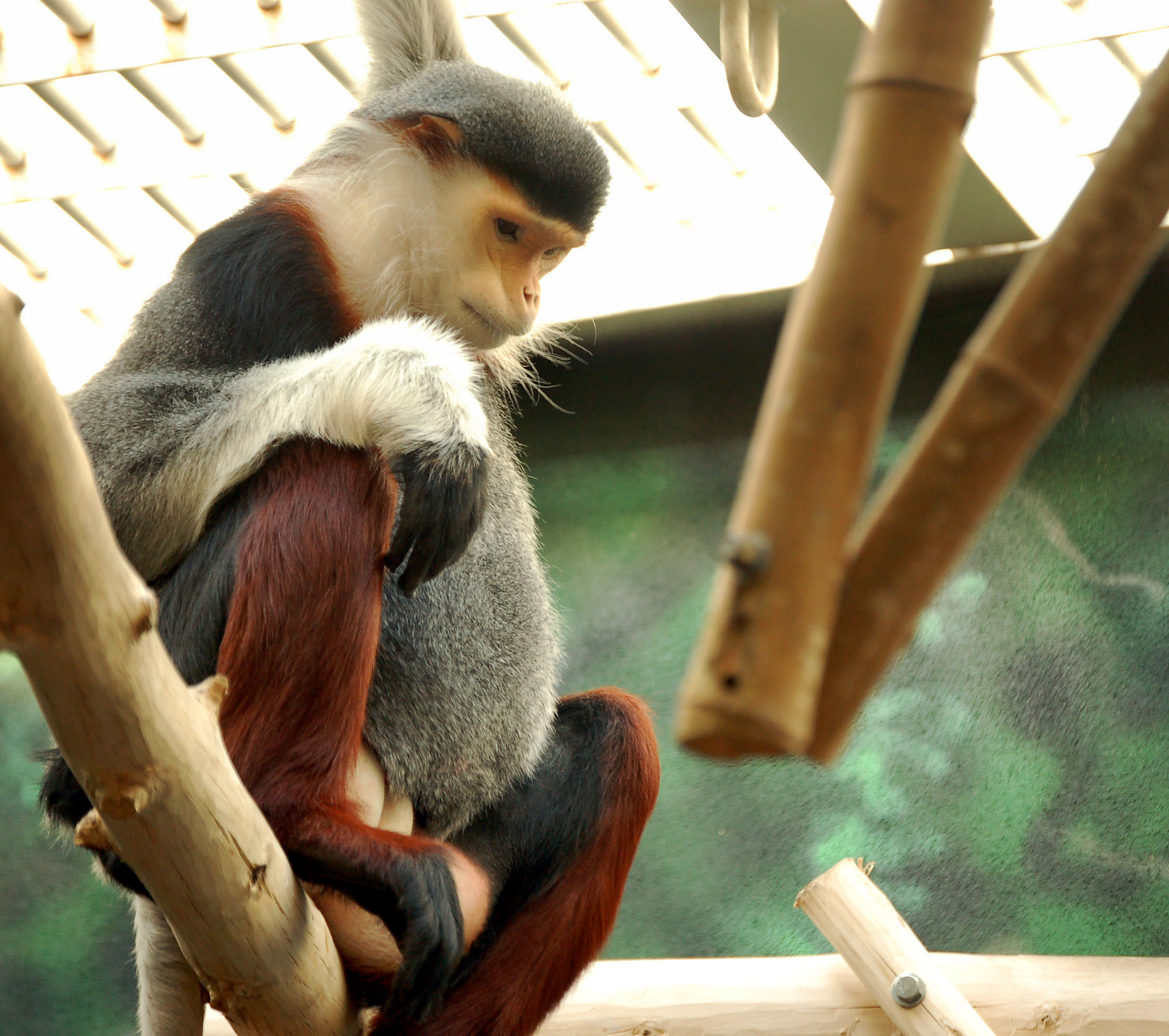
Kostymapa (Pygathrix nemaeus) lever i södra Laos och centrala Vietnam.
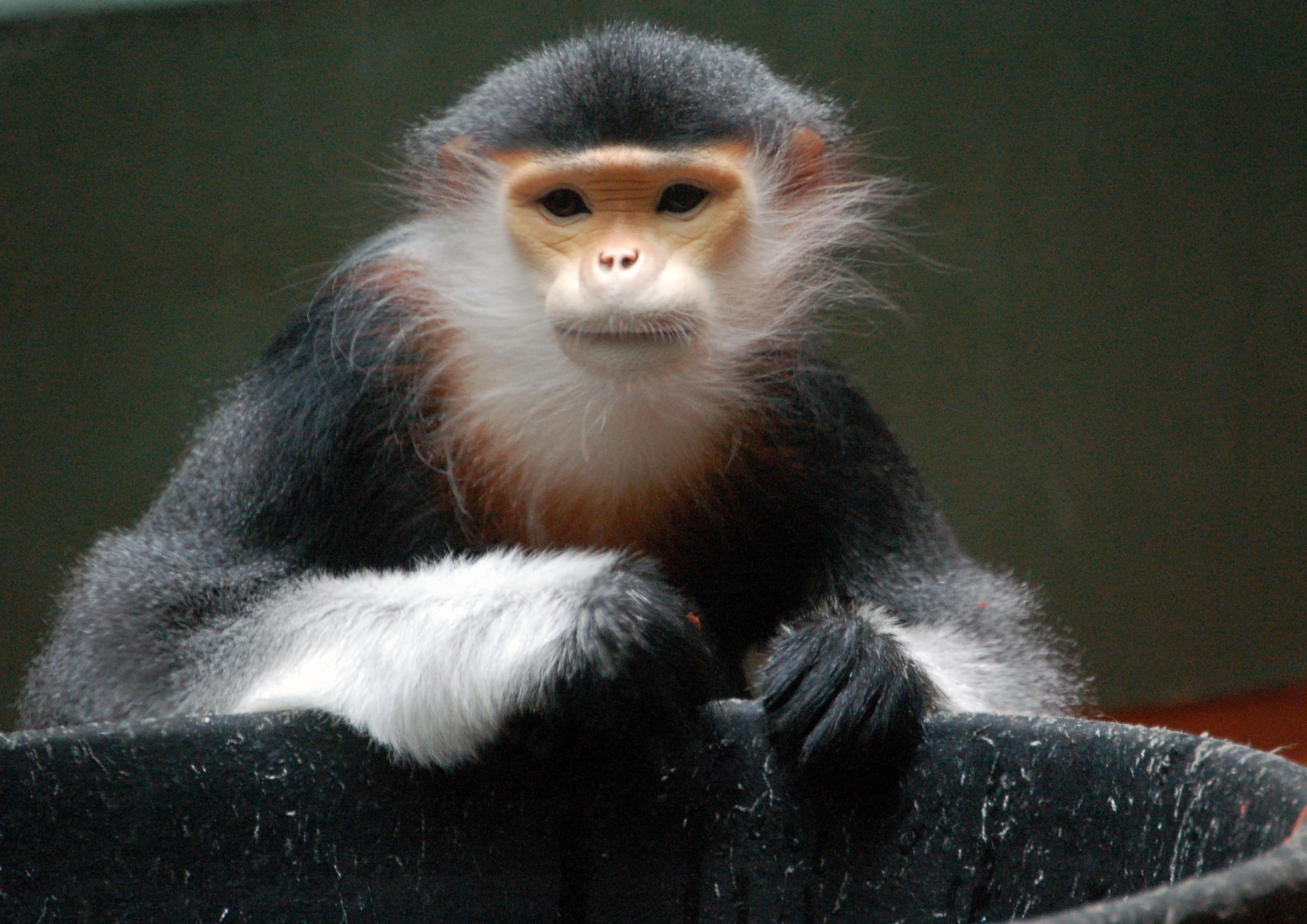
Pygathrix nemaeus

- P. nigripes hittas i södra Vietnam och angränsande delar av Kambodja.
- P. cinerea är bara känd från sydcentrala Vietnam.

P. cinerea och P. nigripes listades fram till 2005 som underarter till kostymapan.